# Cantone di Rochefort-Centre
Il Cantone di Rochefort-Centre era una divisione amministrativa dell'Arrondissement di Rochefort.
A seguito della riforma approvata con decreto del 27 febbraio 2014, che ha avuto attuazione dopo le elezioni dipartimentali del 2015, è stato soppresso.

## Composizione
Comprende parte della città di Rochefort.